# باد زنکت لئونهارد ایم لاوانتال
باد زنکت لئونهارد ایم لاوانتال (به آلمانی: Bad Sankt Leonhard im Lavanttal) یک شهر در اتریش است که در ناحیه وولفسبرگ واقع شده‌است. باد سنکت لئونارد ایم لاوانتال ۴٬۸۱۶ نفر جمعیت دارد.